# Hillman 14 hp
La 14 hp è una autovettura costruita dalla Hillman dal 1925 al 1930. Alcuni esemplari furono venduti anche nel 1931. Durante questo periodo tale modello fu la produzione principale della Casa automobilistica britannica.

## Il contesto
Nei primi anni venti la Hillman concentrò gli sforzi su vetture piccole, più precisamente sulla “10 hp” e sulla “11 hp”. A metà della stessa decade la Casa automobilistica focalizzò poi l'attenzione su modelli più grandi come la “14”, mettendosi quindi in concorrenza con la Austin 12 hp e la Humber 14/40. La nuova Hillman fu commercializzata ad un prezzo di 345 sterline, minore dunque delle 455 sterline del modello dell'Austin; lo slogan infatti era "the car that costs less than it should" (cioè “l'automobile che costa meno di quanto dovrebbe”).

## Le caratteristiche tecniche
La tecnica ingegneristica fu ampiamente convenzionale. Il motore da 1954 cm³ di cilindrata era un monoblocco realizzato in un'unica colata, a quattro cilindri in linea a corsa lunga e con valvole laterali. La trasmissione era composta di un cambio a quattro rapporti, e da un asse posteriore in cui era presente una coppia conica. I freni installati fin dal lancio del modello erano a tamburo sulle quattro ruote, ed erano azionati da un cavo. Il servofreno era a depressione, e fu offerto come optional. Il freno di stazionamento e la sua serie di ceppi erano installati nel retrotreno. Il telaio, in acciaio, aveva molle semiellittiche a balestra sulle quattro ruote.
Il periodico automobilistico Autocar provò il modello, e registrò una velocità massima di 88,55 km/h ed un consumo di carburante compreso tra 8,142 km/l e 8,496 km/l.

## Le carrozzerie e gli aggiornamenti
La gamma di carrozzerie offerte includeva le berline e le torpedo. Una versione landaulet con parabrezza a forma di “V” fu pubblicizzata nel 1927. Questo modello, spazioso e ben realizzato, aveva come segno distintivo una leva del cambio posto sul lato della mano destra, in corrispondenza della portiera, una caratteristica considerata di lusso all'epoca. vetri di sicurezza furono installati nella versione Safety Saloon del 1928. Erano disponibili ruote a raggi o tipo artillery.
Una serie di aggiornamenti furono introdotti nel 1928, quando il passo fu allungato di 51 mm. Una coupé Segrave a 2 porte si unì alla gamma, e l’optional delle ruote artillery non fu più disponibile. fari dal fascio regolabile furono la novità principale, insieme a sedili separati che sostituirono la panchina precedentemente installata. Ci furono cambiamenti anche per i parafanghi e le pedane.
Nel 1929 ci furono maggiori aggiornamenti, al telaio per esempio, con l'aumento dell'altezza minima da terra e l'allungamento della carreggiata da 1300 mm a 1400 mm. Anche esternamente ci furono delle novità, come il nuovo radiatore ed i più larghi fanali anteriori. La gamma di carrozzerie offerte fu razionalizzata; furono commercializzate berline, coupé e torpedo.